# إبراهيم البغدادي
إبراهيم مصطفي البغدادي(1925 - 28 أبريل 2009) هو ضابط مخابرات وسياسي مصري، وأحد رجال المخابرات المصرية يعتبر متهما رئيسيا في عملية اغتيال ملك مصر السابق فاروق، شغل منصب محافظ لعدة محافظات مصرية.

## تاريخه المهني
حصل علي بكالوريوس العلوم العسكرية من الكلية الحربية وليسانس آداب قسم صحافة، عمل ملازما بسلاح المشاة بعد تخرجه ومراسلا لأخبار اليوم في الفالوجا حيث كان أحد المحاصرين بها، ثم في المخابرات المصرية

## أحداث ارتبطت بوفاةالملكفاروق
في فترة الستينات - كان أحد القناصل المقيميين في الولايات المتحدة الإمريكية، ثم ترك عمله بصوره مفاجئه وذهب يعمل كخادم في المطعم الذي يرتاده الملك فاروق وبعدها مباشره توفي الملك فاروق.
بعدها مباشره عين محافظا للمنوفية، ثم كفر الشيخ، والمنيا وأخيرا القاهرة
؛ حدث في عهده كمحافظ للقاهره أهم كارثه ثقافيه في مصر خلال النصف الثاني من القرن العشرين وهو حريق الاوبرا الخديويه سنه 1971 م.

## شهادة الأعلامي الراحلمحمود فوزي
يقول الأعلامي الراحل محمود فوزي عنه:
| إبراهيم البغدادي | ....إنه متأكد من أن إبراهيم البغدادي هو الذي قتل فاروق، لهذا اصطحبه عندما كان يحاوره ذات مرة إلى قبر فاروق ليقرأ على روحه الفاتحة، وهناك- والكلام للإعلامي الراحل- قلت له: أنت قاتل الملك فاروق، وتأكد لي ذلك بعد أن عين محافظًا للمنوفية جائزة له واستكمالا للرواية، أكد الراحل محمود فوزي في كتاب له أن البغدادي تنكر في شخصية يهودي من إسرائيل، اسمه أرميندو، وتنكر في زى جرسون في المطعم الذي كان يتردد عليه فاروق، وقام بدس السم له ليموت بعدها. | إبراهيم البغدادي |

ثم أكدت الأميرة فريال ابنة فاروق في حوار تلفزيوني، قالت فيه إن أباها مات مسموما من الأكل، وأشارت بأصابع الاتهام إلى رجال ثورة يوليو، وأضافت: علمنا بعد ذلك أن السم الذي وضع في الطعام عبارة عن عقار خاص بالمخابرات الأمريكية، من شأنه أن يوقف القلب تمامًا، ليبدو الأمر وكأنه أصيب بسكتة قلبية، وعلمنا بالأمر الساعة الواحدة صباحًا.

## نفي الأتهام
لكن البغدادي نفى تورطه في اغتيال الملك فاروق، عند مواجهته بتلك الاتهامات في برنامج تلفزيوني، قائلاً: «الملك فاروق مات موتا طبيعيًا، وهو لم يكن يشكل أي خطورة على مصر بعد خروجه منها إلى إيطاليا، وخرج برأي جمال عبد الناصر رغم آراء بعض مجلس قيادة الثورة التي كانت تطالب بمحاكمته».
وعزا البغدادي أسباب الزج باسمه في هذه القضية إلى "أن بعض المحامين الذين تابعوا قضية انحراف المخابرات والتي تم التحقيق فيها بعد نكسة يونيو عام 1967 التقطوا منها قصة استخدام المخابرات للسموم، وأن هناك كمية من السموم مستهلكة، وغير معروف أين ذهبت، فكان الرد أن إبراهيم البغدادي حصل على كمية منها وقتل بها الملك فاروق، وتلقفت الصحافة اللبنانية القصة وتحدثت عنها

## الوفاة
توفي في 28 أبريل 2009 عن عمر يناهز 84 عاما